# L'indiana bianca
L'indiana bianca (The Charge at Feather River) è un film western diretto da Gordon Douglas nel 1953. Il film è stato originariamente distribuito in formato stereoscopico.

## Trama
Finita la Guerra di secessione americana, Miles Archer viene richiamato dal Colonnello Kilrain perché Anne e Jennie, due ragazze bianche rapite dai Cheyenne nel 1862, vengono avvistate in un villaggio indiano. Il colonnello chiede ad Archer di trovarle e riportarle a casa sane e salve.
Miles all'inizio rifiuta, ma quando incontra Johnny, un suo vecchio amico che gli dice di essere il fratello delle due ragazze, cambia idea. Il colonnello gli affida una squadra composta da uomini in punizione, che vedono con questa occasione la possibilità di redimersi.
Arrivati all'accampamento, trovano le due ragazze e le rapiscono, ma le due ragazze non vogliono seguirli, dato che Jennie sta per sposare il capo Falco Tonante, mentre Anne ha paura di tornare nella società perché, violentata dagli indiani, teme il giudizio delle "signore puritane". Ritornati al forte, trovano il luogo devastato dai pellerossa.
Allontanatisi vengono attaccati dagli indiani, che rubano loro i cavalli. Jennie, nel tentativo di fuga per tornare dal suo promesso sposo, cade in un precipizio e muore. Attaccati nuovamente dagli indiani Archer uccide Falco Tonante e, soccorsi dai rinforzi, si salvano.

## Colonna sonora
L'indiana bianca è il terzo film (dopo Tamburi lontani e La maschera di fango) dove può essere ascoltato il Wilhelm Scream. È possibile udire tale effetto sonoro quando uno degli uomini della squadra, un personaggio di nome Wilhelm, viene colpito alla coscia da una freccia cheyenne. Nel corso del film l'effetto viene usato per ben tre volte.
Ventiquattro anni più tardi il sound designer Ben Burtt utilizzò l'urlo Wilhelm in una scena del film Guerre stellari e, ispirandosi proprio al personaggio de L'indiana bianca, coniò il nome con cui l'effetto sonoro è oggi conosciuto.